# Rolf Elias
Rolf Elias (* 31. Juli 1920 in Berlin) ist ein ehemaliger deutscher Funktionär der SEW und der Gesellschaft für Deutsch-Sowjetische Freundschaft (DSF). Er war Landessekretär der DSF in Thüringen und Vorsitzender der Deutsch-Sowjetischen Freundschaftsgesellschaft West-Berlins.

## Leben
Elias, Sohn eines Tischlers, erlernte nach dem Besuch der Volksschule den Beruf des Verkäufers und arbeitete anschließend im Beruf. 1940 wurde er zum Reichsarbeitsdienst eingezogen. Von 1940 bis 1945 leistete er Kriegsdienst bei der Wehrmacht. 
Nach kurzzeitiger amerikanischer Kriegsgefangenschaft arbeitete Elias 1945/46 als Dekorateur in Apolda. 1946 wurde er Mitglied der SED und der DSF. Nach einem Studium an der Pädagogischen Fachschule für Russisch in Erfurt war er 1947/48 als Russischlehrer in Bad Sulza tätig. Von 1948 bis 1950 war er Organisations- bzw. Landessekretär der DSF in Thüringen. 1951 studierte Elias an der Landesparteischule der SED in Erfurt. 1952/1953 leitete er die Zentralschule der DSF in Schönwalde bei Berlin und war von 1953 bis 1961 Mitglied des Sekretariats des DSF-Zentralvorstandes. Von 1956 bis 1960 war er Erster Sekretär des DSF-Bezirksvorstandes Groß-Berlin. Zu dieser Zeit absolvierte Elias ein Fernstudium an der Parteihochschule „Karl Marx“, das er 1960 als Diplom-Gesellschaftswissenschaftler abschloss. Von 1961 bis November 1986 war Elias Vorsitzender der DSF in Westberlin. Auf dem 6. Kongress der DSF Westberlins wurde er von Franz Rump als Vorsitzender abgelöst.
Elias war auch langjähriges Mitglied des Parteivorstandes der SEW. Er ist Verfasser einer Monographie über die während der Weimarer Republik bestehende „Gesellschaft der Freunde des neuen Rußland“ sowie Herausgeber von Dokumenten zur deutsch-sowjetischen Geschichte.

## Schriften
- (Hrsg.): Die deutsch-sowjetischen Beziehungen. Teil I, 1917–1945. Eine Auswahl von Verträgen, Erklärungen, Reden. Edition Neue Wege, Berlin (West) 1979, ISBN 978-3-88348-023-7.
- (Hrsg.): Die deutsch-sowjetischen Beziehungen. Teil II, 1945–1980. Eine Auswahl von Verträgen, Erklärungen, Reden. Edition Neue Wege, Berlin (West) 1980, ISBN 978-3-88348-030-5.
- Die Gesellschaft der Freunde des neuen Rußland. Mit vollständigem Inhaltsverzeichnis aller Jahrgänge der Zeitschrift „Das neue Rußland“ 1923 bis 1932. Pahl-Rugenstein, Köln 1985, ISBN 978-3-7609-5186-7.